# St. Matthias (Bad Sobernheim)

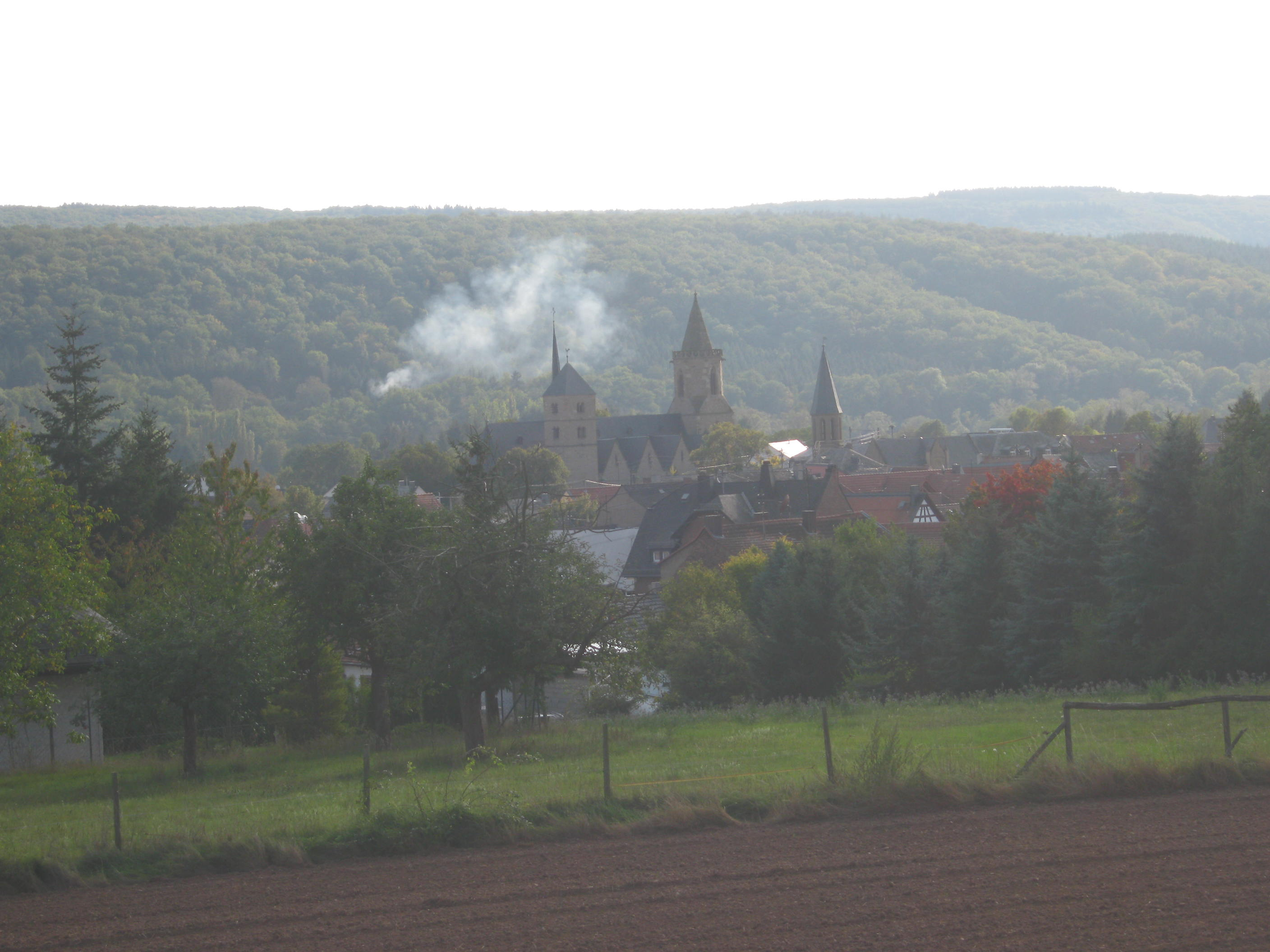
Bad-Sobernheim-Ansicht-Nord-Ost

Die evangelische Matthias-Kirche ist ein denkmalgeschütztes Kirchengebäude in Bad Sobernheim. Die Kirchengemeinde gehört zum Kirchenkreis An Nahe und Glan der Evangelischen Kirche im Rheinland (EKiR).

## Geschichte
Die Vorgängerkirche wurde 976 durch Erzbischof Willigis geweiht. Von dieser stammt der Turm im Nordwesten des Chores. Sein Obergeschoss und der Eingang sind neu. Die Kirche ist eine dreischiffige spätgotische Hallenkirche aus dem 15. Jahrhundert. Sie besteht aus vier kreuzrippengewölbten Jochen auf Achteckpfeilern. Der frühgotische Chor wurde zuerst gebaut, 1482 dann das Langhaus. Der Haupteingang ist hallenartig gebaut, die Sakristei südlich angefügt. Grundsanierung und Dachwiederherstellung 1897–1900 durch Architekt Ludwig Hofmann (Herborn). Von 1959 bis 1969 erfolgten umfangreiche Sanierungs- und Sicherungsarbeiten.

## Ausstattung
- Georg Meistermann-Maßwerkfenster
- Altarbaldachinkapitelle mit Darstellung von Engeln und Ausmalung aus der Erbauungszeit
- an den Stützpfeilern angebrachten Figuren
- verschiedene Reste von Wandgemälden
- Grabsteine aus dem 15.–17. Jahrhundert

## Orgel

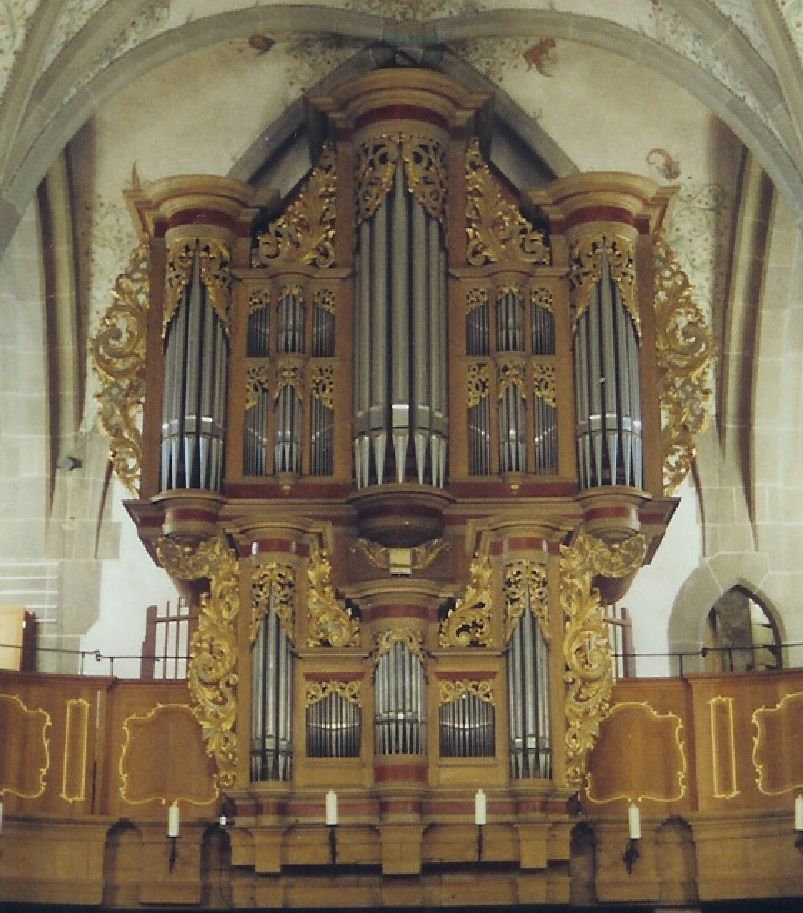
Prospekt der Stumm-Orgel

Die Orgel wurde im Jahre 1739 von Johann Michael Stumm erbaut. 1878 erfolgte ein Umbau durch Johann Schlaad, bei dem u. a. die Pedalwindlade und einige Register ausgetauscht wurden. Beim Umbau 1940 durch Steinmeyer wurde das Pedalwerk erneuert, weitere Register ersetzt, ein neuer Spieltisch eingebaut, der Manualumfang erweitert und das Instrument auf Normalstimmung gebracht. Eine erste „Restaurierung“ durch Paul Ott brachte vor allem im Pfeifenwerk großen Substanzverlust: Nach der drastischen Senkung des Winddrucks wurden Pfeifenaufschnitte erniedrigt, Kernspalten verengt, Stimmschlitze zugelötet, kurze Pfeifen mit Stimmringen bzw. Verlängerungen aus „Tischlerplatte“ angelängt. 2003 bis 2005 wurde die Orgel durch die Firma Rainer Müller (Merxheim) restauriert, wobei die Pedalwindlade, die Spieltraktur und Spielanlage, drei Keilbälge und Teile des Pfeifenwerks rekonstruiert wurden. Sie besitzt 25 Register, verteilt auf zwei Manuale und Pedal. Das Instrument wurde nach Valotti eingestimmt und der Stimmton liegt etwa einen Halbton höher als heute üblich, bei a1 auf 466 Hz. Die originale Disposition lautet heute wieder:
| I Rückpositiv CD–c3 |             |       |
| 1.                  | Getact      | 8′    |
| 2.                  | Solicinal D | 8′    |
| 3.                  | Principal   | 4′    |
| 4.                  | Rohrflöth   | 4′    |
| 5.                  | Octav       | 2′    |
| 6.                  | Quint       | 1 ⁄3′ |
| 7.                  | Mixtur III  |       |
| 8.                  | Cromhorn    | 8′    |
| 9.                  | Vox humana  | 8′    |
|                     | Tremulant   |       |

| II Hauptwerk CD–c3 |              |        |
| 10.                | Getact       | 16′    |
| 11.                | Principal    | 08′    |
| 12.                | Getact       | 08′    |
| 13.                | Violdigamb   | 08′    |
| 14.                | Octav        | 04′    |
| 15.                | Flöth        | 04′    |
| 16.                | Solicinal    | 04′    |
| 17.                | Quint        | 03′    |
| 18.                | Superoctav   | 02′    |
| 19.                | Tertz        | 1 3⁄5′ |
| 20.                | Mixtur IV    |        |
| 21.                | Cornett IV D |        |
| 22.                | Trompete B/D | 08′    |

| Pedal CD–g0 |               |     |
| 23.         | Subbass       | 16′ |
| 24.         | Principalbass | 08′ |
| 25.         | Posaunbass    | 16′ |

- Koppeln: I/II, II/P